# Hexaferro
L'hexaferro és un mineral de la classe dels elements natius. Rep el seu nom de la morfologia dels seus cristalls, pertanyent al sistema HEXAgonal, i de la seva composició química, sent composta essencialment de ferro.

## Característiques
L'hexaferro és un aliatge que conté ferro, osmi, ruteni i iridi, de fórmula química (Fe,Os,Ru,Ir). Cristal·litza en el sistema hexagonal, i té una lluïssor metàl·lica. La seva duresa a l'escala de Mohs és 6 a 7. Només se n'ha trobat al massís Chirynaisky, a l'óblast de Kamtxatka (Districte Federal de l'Extrem Orient, Rússia).
Segons la classificació de Nickel-Strunz, l'hexaferro pertany a «01.AF: Aliatges de PGE-metall» juntament amb els següents minerals: garutiïta, atokita, rustenburgita, zviaguintsevita, taimirita-I, tatianaïta, paolovita, plumbopal·ladinita, estanopal·ladinita, cabriïta, chengdeïta, isoferroplatí, ferroniquelplatí, tetraferroplatí, tulameenita, hongshiïta, skaergaardita, yixunita, damiaoïta, niggliïta, bortnikovita i nielsenita.